# Meath GAA
Il Meath County Board, più conosciuto come Meath GAA, è uno dei 32 county board irlandesi responsabile della promozione degli sport gaelici nella contea di Meath e dell'organizzazione dei match della propria rappresentativa (Meath GAA è usato anche per indicare le franchigie degli sport gaelici della contea) con altre contee.

## Calcio gaelico
A livello di calcio gaelico la franchigia è una delle più prestigiose d'Irlanda anche se i primi successi giunsero dopo gli anni trenta. Quando Meath vinse il suo secondo titolo provinciale, gli acerrimi rivali di Dublino ne avevano già vinti 21 e quando vinsero il primo All-Ireland Senior Football Championship la capitale ne aveva già messi in bacheca ben 15. Tra il 1948 e il 1954 la squadra conquistò moltissimi trofei, maggior parte dei quali in partite molto combattute, come la finale nazionale del 1949.
La squadra dei primi anni 60 era caratterizzata dall'incapacità di segnare nei secondi tempi, tuttavia nel 1966 giunse in finale perdendola contro Galway e nel 1967 vinse il titolo contro Cork: i giocatori avevano mantenuto la promessa fatta un anno prima. Nel 1975, dopo avere vinto la National Football League la squadra sembrava essere destinate a decollare e a raggiungere l'apice sia provinciale che nazionale. Ma così non fu: in quegli anni il dominio fu appannaggio della più forte squadra di sempre, quella di Kerry che venne contrastata solo in parte da Offaly, che soppiantò Meath a livello provinciale. 
Negli anni 80 tuttavia nacque la più forte squadra di sempre di Meath. Si aggiudicò la Centenary Cup, manifestazione organizzata per celebrare i 100 anni della GAA, tre titoli di fila nel Leinster Senior Football Championship tra '86 e '88 e due titoli All-Ireland nell'87 e nell'88 inframezzati dalla conquista della NFL, fatto mai successo nella storia del calcio gaelico. Negli anni 90 la squadra ha vinto due titoli nazionali nel 1996 e nel 1999 (anni in cui vinsero anche il titolo provinciale) e, oltre quelli del 96 e 99 anche altri due Leinster Championships nel 1990 e 1991, anni in cui persero la finale All-Ireland con Cork e Down.

### Titoli vinti
- All-Ireland Senior Football Championship: 7
  - 1949 1954 1967 1987 1988 1996 1999
- All-Ireland Junior Football Championship: 4
  - 1947 1952 1962 1988 2003
- All-Ireland Minor Football Championship: 3
  - 1957 1990 and 1992
- All-Ireland Under-21 Football Championship: 1
  - 1993
- All-Ireland Senior Football Championship Finalisti: 9
  - 1895 1939 1951 1952 1966 1970 1990 1991 2001
- Leinster Senior Football Championship: 21
  - 1895 1939 1940 1947 1949 1951 1952 1954 1964 1966 1967 1970 1986 1987 1988 1990 1991 1996 1999 2001 2010
- Leinster Junior Football Championship: 16
  - 1947 1952 1958 1962 1964 1986 1988 1990 1991 1995 1996 1997 1999 2003 2005 2006
- Leinster Minor Football Championship: 10
  - 1957 1972 1977 1980 1985 1990 1992 1993 2006 2008
- Leinster Under-21 Football Championship: 8
  - 1985 1989 1990 1991 1993 1996 1997 2001
- National Football League: 7
  - 1933 1946 1951 1975 1988 1990 1994
- O'Byrne Cups: 8
  - 1967 1974 1977 1983 1992 2001 2004 2006**
- Centenary Cup (L'unica edizione della competizione)
  - 1984**

## Hurling
La squadra non ha mai vinto nulla di importante a livello di hurling e gli unici grandi risultati di cui si può fregiare sono le vittorie contro due delle potenze storiche dello sport: Kilkenny nel 1936 e Dublino nel 1949. Vincendo la Nicky Rackard Cup nel 2009 contro Londra vennero promossi per disputare la Christy Ring Cup nel 2010.

### Titoli vinti
- All-Ireland Senior B Hurling Championships: 1 
  - 1993
- Kehoe Cups: 5
  - 1993, 1996, 1998, 2004, 2008
- Nicky Rackard Cups: 1
  - 2009
- All-Ireland Junior Hurling Championships: 7
  - 1927, 1948, 1970, 1993, 1998, 1999, 2004
- Leinster Junior Hurling Championships: 10 
  - 1927 1948 1961 1970 1972 1998 1999 2002 2003 2004
- Leinster Minor Hurling Championships: 1 
  - 1929
- All-Ireland Minor Hurling "B" Championships: 1
  - 2007